# Gloria Colón
Gloria Colón (Río Piedras, 26 de marzo de 1931 – San Juan (Puerto Rico), 17 de septiembre de 2010) fue una esgrimidora portorriqueña. Compitió en la modalidad individual de sable en los Juegos Olímpicos de Roma 1960. Fue la primera mujer en representar a Puerto Rico en unos Juegos Olímpicos.